# قطن عشبي
القطن أو قطن عشبي أو الكرسف أو الكرفس (الاسم العلمي: Gossypium herbaceum)، يُعرف باسم قطن الشرق، هو نوع من القطن الأصلي في المناطق شبه القاحلة في أفريقيا جنوب الصحراء الكبرى وشبه الجزيرة العربية، وهي شجيرة معمرة، حيث لا تزال تنمو في البرية.